# Zone metropolitane în România
Zonele metropolitane în România au fost reglementate prin legea nr. 351 din 6 iulie 2001 ca fiind „o zonă constituită prin asociere, pe bază de parteneriat voluntar, între marile centre urbane (capitala României și municipiile de rangul I) și localitățile urbane și rurale aflate în zona imediată, la distanțe de până la 30 km, între care s-au dezvoltat relații de cooperare pe multiple planuri”. Prima zonă metropilitană constituită a fost zona metropolitană Iași la data de 8 aprilie 2004, aceasta cuprinzând municipiul Iași și 13 comune din jurul acestuia. Ca urmare a modificării art. 7, alin. (1) din legea nr. 351 din 6 iulie 2001, prin legea nr. 264/2011, și municipiile, reședintă de județ, pot constitui zone metropolitane prin asociere cu localitățile urbane și rurale aflate în zona imediată. Cele mai mari opt zone metropolitane ale României (București, Brașov, Cluj-Napoca, Constanța, Craiova, Iași, Ploiești și Timișoara) concentrează 50% din populația României și 75% din veniturile fixe ale țării.
Conform deputatei argeșene, Simona Bucura-Oprescu, în calitate de președinte al Comisiei parlamentare de Administrație Publică și Amenajarea Teritoriului, Adunarea generală (în cadrul căreia primarii reprezintă municipiile conexe), consiliul director (care va duce la îndeplinire hotărârile adunării generale) și comisia de cenzori (formată din contabili autorizați sau experți contabili) vor fi organele de conducere ale fiecărei zone metropolitane.

## Zone metropolitane organizate

zonele metropolitane din Romania cf. LEGE nr. 246 din 20 iulie 2022

Ulterior desființată
| Zonă metropolitană | Suprafață (km²) | Populație (2016) | Componență | Înființată |
| ------------------ | --------------- | ---------------- | --- | ---------- |
| Iași               |                 | 507.775          | Municipiul Iași și 13 comune | 2004       |
| Brașov             |                 | 473.470          | Municipiile Brașov, Săcele și Codlea, orașele Zărnești, Râșnov, Ghimbav și Predeal și 11 comune                                                                                             | 2005       |
| Oradea             |                 | 251.570          | Municipiul Oradea și 11 comune | 2005       |
| Târgu Mureș        |                 | 223.562          | Municipiul Târgu Mureș, orașul Ungheni și 12 comune | 2006       |
| Constanța          |                 | 491.498          | Municipiul Constanța, orașele Năvodari, Ovidiu, Murfatlar, Eforie și Techirghiol și 10 comune                                                                                               | 2007       |
| Cluj-Napoca        |                 | 417.552          | Municipiul Cluj-Napoca și 18 comune | 2008       |
| Craiova            |                 | 356.544          | Municipiul Craiova, orașele Filiași și Segarcea și 21 de comune | 2008       |
| Roman              |                 | 154.221          | Municipiul Roman și 24 de comune | 2009       |
| Suceava            |                 | 167.095          | Municipiul Suceava, orașul Salcea, 13 comune | 2011       |
| Botoșani           |                 | 143.193          | Municipiul Botoșani, orașul Bucecea, 7 comune | 2012       |
| Baia Mare          |                 | 244.714          | Municipiul Baia Mare, orașele Baia Sprie, Seini, Tăuții-Măgherăuș, Șomcuta Mare și Cavnic și 13 comune                                                                                      | 2012       |
| Râmnicu Vâlcea     |                 | 173.361          | Municipiul Râmnicu Vâlcea, orașele Băbeni, Călimănești, Băile Olănești, Ocnele Mari și Băile Govora și 7 comune                                                                             | 2013       |
| Satu Mare          |                 | 251.746          | Municipiile Satu Mare și Carei, orașele Tășnad și Ardud și 22 de comune | 2013       |
| Bacău              |                 | 290.482          | Municipiul Bacău și 22 de comune | 2014       |
| Timișoara–Arad     |                 | ~800.000         | Municipiile Timișoara și Arad, orașele Recaș, Pecica și Curtici și 32 de comune | 2016       |
| București          |                 | 2.612.925        | Municipiul București, orașele Voluntari, Popești-Leordeni, Pantelimon, Buftea, Bragadiru, Otopeni, Chitila, Bolintin-Vale, Măgurele, Mihăilești, Fundulea și Fierbinți-Târg și 52 de comune | 2016       |

## Zone metropolitane în curs de constituire
| Zonă metropolitană | Suprafață (km²) | Populație (2016) | Componență                                                                                 |
| ------------------ | --------------- | ---------------- | ------------------------------------------------------------------------------------------ |
| Alba Iulia         |                 | 128.600          | Municipiile Alba Iulia și Sebeș, orașul Teiuș și 8 comune                                  |
| Botoșani–Suceava   |                 | 360.521          | Municipiile Botoșani și Suceava, orașele Salcea și Bucecea și 19 comune                    |
| Corvina            |                 | 175.497          | Municipiile Hunedoara și Deva, orașele Simeria și Călan și 3 comune                        |
| Dunărea de Jos     |                 | 563.232          | Municipiile Galați și Brăila, orașul Măcin și 9 comune                                     |
| Piatra Neamț       |                 | 227.130          | Municipiul Piatra Neamț, orașul Roznov și 21 de comune                                     |
| Pitești            |                 | 236.748          | Municipiul Pitești, orașul Ștefănești și 8 comune                                          |
| Ploiești           |                 | 302.462          | Municipiul Ploiești și 8 comune                                                            |
| Sibiu              |                 | 267.170          | Municipiul Sibiu, orașele Cisnădie, Avrig, Tălmaciu, Săliște și Ocna Sibiului și 10 comune |
| Timișoara          | 2439,12         | 468,162          | Municipiul Timișoara și 27 de localități                                                   |